# Silenis Vargas
Silenis Vargas (* 26. März 2002) ist eine venezolanische Leichtathletin, die sich auf den Hammerwurf spezialisiert hat.

## Sportliche Laufbahn
Erste Erfahrungen bei internationalen Meisterschaften sammelte Silenis Vargas im Jahr 2018, als sie bei den U18-Südamerikameisterschaften in Cuenca mit einer Weite von 62,31 m die Silbermedaille mit dem leichteren 3-kg-Hammer gewann. Anschließend startete sie bei den Olympischen Jugendspielen in Buenos Aires und gelangte dort auf Rang zwölf. 2021 gelangte sie bei den U23-Südamerikameisterschaften in Guayaquil mit 56,44 m auf den vierten Platz und gewann anschließend bei den erstmals ausgetragenen Panamerikanischen Juniorenspielen in Cali mit neuem U20-Südamerikarekord von 65,63 m die Silbermedaille hinter der Kubanerin Yaritza Martínez. Im Jahr darauf wurde sie bei den Juegos Bolivarianos in Valledupar mit 63,13 m Vierte und im Oktober belegte sie bei den Südamerikaspielen in Asunción mit 57,19 m den fünften Platz. 2023 belegte sie bei den Zentralamerika- und Karibikspielen in San Salvador mit 55,15 m den achten Platz.
2022 wurde Vargas venezolanische Meisterin im Hammerwurf.